# Stein Rokkan
Stein Rokkan (Vågan, 4 luglio 1921 – Bergen, 22 luglio 1979) è stato un politologo e sociologo norvegese. È stato professore di politica comparata all'Università di Bergen.

## Biografia
Inizialmente, condusse studi in filosofia, collaborando con Arne Næss come assistente. In seguito, i suoi interessi si diressero verso lo studio della politica, specialmente sulla formazione dei partiti politici e degli stati nazionali europei. Durante questo periodo collaborò con Seymour Martin Lipset. È anche conosciuto come un pioniere dell'uso della tecnologia informatica nelle scienze sociali.
È stato presidente dell'International Political Science Association dal 1970 al 1973, presidente del Consiglio internazionale delle Scienze sociali dell'UNESCO, vicepresidente dell'International Sociological Association dal 1966 al 1970, cofondatore e presidente (dal 1970 al 1976) del Consorzio europeo per la ricerca politica.
Rokkan è l'ideatore di una serie di modelli sulla formazione dello stato e della nazione in Europa. In particolare, è famoso per la sua teoria delle fratture (cleavages) all'origine dei partiti e (assieme a Seymour Martin Lipset) per la tesi del "congelamento" dell'offerta partitica tra gli anni '20 e gli anni '60.